# دیابلو (کالیفرنیا)
دیابلو (به انگلیسی: Diablo) یک منطقهٔ مسکونی در ایالات متحده آمریکا است که در شهرستان کنترا کوستا، کالیفرنیا واقع شده‌است. دیابلو ۳٫۵۱۶ کیلومتر مربع مساحت و ۱٬۱۵۸ نفر جمعیت دارد و ۱۶۰٫۹۴ متر بالاتر از سطح دریا واقع شده‌است.